# Centre Nacional Audiovisual
Centre Nacional Audiovisual (en francès: Centre national de l'audiovisuel) va ser creat el 1989 i té la seu a Dudelange, Luxemburg. La seva funció és salvaguardar i promoure l'art audiovisual luxemburguès. Específicament, es refereix a la fotografia, l'àudio i el treball cinematògràfic creat per luxemburguesos o a Luxemburg. El centre també serveix com a exposició general i lloc d'actuació.